# 今瀧健登
今瀧 健登（いまたき けんと、1997年〈平成9年〉11月8日）は、日本の実業家。僕と私と株式会社代表取締役社長。株式会社シトラムCMO。
Z世代へのマーケティング・企画UXを得意とする Z世代の企画屋。コメンテーター。

## 来歴
- 大阪府出身。中学生時代に出身地である大阪府から横浜市立中山中学校に転校し、2013年に法政大学第二高等学校に進学する。
- 2016年に横浜国立大学教育人間科学部に進学。
- 2019年4月に花クリエイター(花屋の営業)として起業。同年9月に花贈りブランド「HANARIDA」をリリース[3]。
- 2020年2月に合同会社haruzionを設立。同年3月に横浜国立大学教育人間科学部を卒業[4]。同年4月に教育コンサルティング会社に就職。[5]同年11月に僕と私と株式会社を設立。Z世代の企画屋を開始[2]。
- 2021年6月に教育コンサルティング会社を退職。現在は2社経営、計5社の顧問を兼任[5]。
- 2022年10月にWBS（ワールドビジネスサテライト）出演。『ヒットのカギは金魚と花火！？ 「僕と私と」今瀧健登代表』が放映される。[6]
- 2023年6月、書籍『エモ消費 世代を超えたヒットの新ルール』を刊行。
- 同年7月、日経クロストレンドで連載『今瀧健登の「Z世代マーケティング」』を開始。現在も連載中。[7]
- 同年9月に「Z世代マーケティング見るだけノート」を出版。
- 2024年に横浜国立大学にて、在校生向け授業を講演。[8]
- 同年、TBS NEWS DIG「若い世代の方が行列を作るお店には、どんな理由があるのか」特集 出演

## 活動

### 企画、マーケティング実績
- 2020年2月Z世代へ「花贈り」を広める「フラワーバレンタインフェスティバル」を企画。[9]

- 同年4月エイベックス公式TikTokアカウント初オリジナルショートムービー 『咲いた春と共にあなたへ贈る言葉』 を企画。 [10]

- 同年12月、企画/設計に携わったお酒xすごろくを掛け合わせたボードゲーム「ウェイウェイらんど！」を企画。東海オンエアやFischer'sなどの有名YouTuberに紹介され、YouTubeに投稿された動画の総再生回数約2,000万回を超えた。[11]

- 2021年2月、食べられるお茶「ティート」の販促支援として企画に携わった「咲茶 GIFTver.」を発売。発売から1週間で日商売上680万円1ヶ月先まで予約完売した。[12]

- 同年9月、デジタルデトックスカフェ「HANARIDA 原宿店」をオープン。[13]
- 同年12月、株式会社グランネスと共同企画したメンズ向けネイルサロン「KANGOL MEN'S NAIL SALON(カンゴール メンズ ネイル サロン)」を原宿にオープン。[14]

## 単著
- 2023年6月に自身の初の著書である「エモ消費: 世代を超えたヒットの新ルール」を出版。[15]
- 同年9月に「Z世代マーケティング見るだけノート」を出版。

## 登壇
2022年
- 日本ショッピングセンター協会「新たなトレンドを生み出す象徴であり、次世代の消費の主役、Z世代の価値観を学ぶセミナー」登壇（[16]
- 「Nissan FUTURES 2023」登壇[17]
- 「avex エンタテインメントビジネススペシャルセミナー」登壇[18]

2023年
- ダントツセミナー「組織作りにも使える　世代を超えるエモマーケティングとは？」登壇[19]
- 創業手帳「Z世代に“刺さる”マーケティングの視点を学ぶ!ヒットの法則EXPO」に登壇。[20]
- 「日経クロストレンドFORUM 2023」出演[21]
- SAKIYOMI「SNS-summit2023」登壇[22]
- HOUSECOM「HOUSECOM DX Conference」登壇[23]
- インクルージョン・ジャパン「宇宙開発∞（ムゲン）会議」出演[24]

2024年
- くずはモールテナント会 新年会講演　登壇
- ソノプロ ONLINE Seminar 「エモ消費×差別化戦略」powered by CIRCULATION 登壇 [25]
- 横浜国立大学 在校生向け授業 講演[26]
- ビューティーワールド ジャパン 東京 2024 登壇[27]
- OTSUNAGI株式会社 オープンエイト共催セミナー『25/26卒へ直々に聞く！ タイパ重視のZ世代が求める企業像とは？』登壇[28]
- 「採用マーケティング戦略会議 勉強会&交流会」登壇[29]
- 「ライフスタイルWEEK夏」登壇[30]
- 「ライフスタイルWeek」関西の特別講演に登壇[31]
- 「採用マーケティング戦略会議 勉強会&交流会」登壇[32]
- 「ライフスタイルWeek」関西 特別講演 登壇[33]
- 「ad:tech tokyo 2024」公式セッション 登壇[34]
- MIRAIZ「令和時代のプランナーとしてのキャリア企画術」登壇[35]
- MIRAIZ「SNSマーケティング 実践講座」登壇[36]
- 厚生労働省「令和6年度キャリア形成・リスキリング推進事業 オンラインシンポジウム」登壇

2025年
- YOUTRUST「GROWTH 祭 TOKYO 2025」登壇[37]
- MarkeZine「MarkeZine Day」登壇[38]
- Neeew Local「Z ERA FES 2025」登壇[39]
- フジテレビ「LiveNewsイット」特集放送[40]
- メディアレーダー「未来を創る、Z世代マーケティングの今」登壇
- Growth Hub「Growth Hub Conference」登壇[41]

## テレビ出演
2021年
- YBS 山梨放送「ジェネレーションZでチルりマス」出演[42]
- TBS Nスタ「2021ハロウィンの企画特集」出演[43]

2022年
- WBS「ヒットのカギは金魚と花火！？ 「僕と私と」今瀧健登代表」出演[44]
- BSテレビ東京 日経ニュースプラス9 「Z世代のタイパ事情」出演
- NewsPicks THE UPDATE「日本の働き方は「ぬるい」のか？ 」出演[45]
- テレビ朝日「大下容子ワイド！スクランブル」出演
- 松岡修造全力応援NEWS『年配世代への思いは？ 世界を変える・Z世代の本音』出演
- BSテレビ東京「日経ニュースプラス9」出演
- NHK おはよう日本「"時間を楽しむ"飲み方」出演

2023年
- テレビ東京「怪しい会社行ってみた」出演[46]

2024年
- TBS NEWS DIG「若い世代の方が行列を作るお店には、どんな理由があるのか」特集 出演

2025年
- TBSテレビ「ひるおび」にてボードゲーム「タイパ至上主義™」紹介
- Abema Prime「Z世代からX世代まで!“GW”旅スタイルの違い」特集放送[47]
- Abema Prime「東大&京大が注目!ファッション論ってどんな学問?」特集放送[48]

## webメディア出演
2021年
- FOODS CHANNEL「【9/8オープン】ドライフラワーや木々で彩られたデジタルデトックスカフェが原宿に誕生」[49]
- U-note「「決められないなら全てやってみる」僕と私と株式会社・23歳代表が、教育業界を変えるために起業を選んだ理由」[50]
- Trepo「原宿にデジタルデトックスカフェ「HANARIDA(ハナリダ)」がオープン！ドライフルーツシーシャや食べられるお茶も」掲載。[51]
- nicovideo「9月7日を1997年生まれで盛り上げる「97の日」として制定！日本記念日協会により正式認定」掲載。 [52]
- 飲食店.com「コロナ禍で増えた遊休不動産を活用してオープン。『HANARIDA』が目指す新しい原宿 」掲載。[53]
- WorkshipMAGAZINE「23歳で7社の役員。ヒットを飛ばすZ世代の企画屋が唱える「友だちマーケティング」の本質」掲載。[54]
- 3rd door「全員フルフレックス・フルリモート・副業。 Z世代が描くキャリア観のネクストスタンダード」掲載。[55]

2022年
- ABEMA NEWS「Z世代社長が進める意外なサ活」掲載。

- NewsPicks Re:gion 「トッププレーヤーはなぜ「地域」に分散しはじめたか？」出演[57]
- FASHION SNAP「「カンゴール」のメンズネイルサロンに行ってみた！　初心者でもファッション感覚で楽しめる」掲載。[58]

- NIKKEI STYLE「24歳「Z世代の企画屋」　刺さるコンテンツ生み続ける」掲載。[59]
- TABILABO「【となりのZ世代】Z世代の企画屋・今瀧健登さん No.027」掲載。[60]
- JobPicks「「時間基準で働かない」副業で4000万稼いだ新卒社員の実録180日」掲載。[61]
- 日経XWOMAN「社員全員に起業を勧めるZ世代社長「対等な関係がいい」」掲載。[62]
- KEIEISHA TERRACE「僕＝Z世代＝ペルソナ。だから僕はZ世代をマーケする。」掲載。[63]
- 日経XWOMAN「タイパ力高いZ世代のノウハウ公開　会議、SNS効率化」掲載。[64]
- 日経ビジネス「男性ネイル増加中、「身だしなみ新常識」そのわけは」掲載。

- Foodist Media「おじさん飲食店経営者が絶対知っておくべき「Z世代の若者」にウケるマーケ手法とは？」掲載。[66]

2023年
- 創業手帳「Z世代とそれ以外の世代には大きな違いがある！メンバー8割がZ世代だからこそできるマーケティングとは」掲載。[67]
- MUGENLABO「Z世代が「Z世代起業家の原動力って何？」を聞いてきた（1）——僕と私と株式会社代表・今瀧氏」「Z世代が考える「自由な働き方」（2）——僕と私と株式会社代表・今瀧氏」掲載
- LEON「注目の実業家が選ぶ「仕事を学んだ」マンガ5作品」掲載。[68]
- TABILABO「Z世代を魅了する新世代の起業家——今瀧健登の考える起業精神」掲載。[69]
- 東洋経済オンライン「個性を重視するZ世代｢ユニクロ｣を選ぶ真の理由」掲載。[70]
- 月刊『宣伝会議』「Z世代経営者は何を目指すのか？ 3人が考える新たな指標」掲載。[71]
- FINDERS（ワンキャリア 寺口氏対談） 「大人が知らない「会社を辞めたいZ世代」のホンネ。就活・転職失敗を避けるために知るべき「会社選びの5つの基準」」掲載。[72]
- 日経クロストレンドで連載『今瀧健登の「Z世代マーケティング」』を開始。現在も連載中。[7]
  - 「100点ではなく60点」が共感呼ぶ　多様化時代に響くマーケ術」
  - 「味の素「Z世代専門部署」が捉えたインサイト　世代ギャップはない」
  - 「就活は人生最大の“買い物”だ　マーケ視点で考えるZ世代採用のコツ」
  - 「「未来の市場をつくる100社」大公開　次の30年をひらく企業は？」
  - 「TikTok100万回再生を連発　企業アカウント「大失敗」からの復活劇」
  - 「「Z世代の意外な不満」　TikTok for Businessのキーパーソンが語る」
  - 「「Z世代っぽい」は響かない　サントリーの「ゆるい酒」開発秘話」
  - 「TikTokでバズった三菱UFJ銀行　地方創生とZ世代のかけ算でアピール」
  - Z世代の消費の起点「エモ」を生む3要素　イミ消費の次を捉える
  - 【動画】次のヒットを生む「エモ消費」とは　Z世代発信の新法則
  - 若者「タイパ」心理をZ世代マーケターが解剖　ビジネスでどう生かす？
  - マーケターは「エッセンシャルワーカー」になれるか　Z世代の寛容が鍵
  - 「オム兄」のケチャップが爆売れしたワケ　激変インフルエンサーマーケ
  - 北陸製菓「ビーバー」、リブランディングで売上30倍　Z世代獲得の秘密
  - ドンキ✕サントリーがZ世代訴求でタッグ　シーン拡大で継続購入目指す など多数記事掲載。

- プレジデントオンライン 『エモ消費』書籍記事掲載
  - ストーリーズで就職､結婚の報告までする…大人が知らない｢Z世代｣の生態
  - ｢3倍の吸引力｣より｢ドリップコーヒーの話｣ができるか…掃除機の｢潜在顧客｣を獲得するエモい表現
  - 近づかないと読めないほどマス目の字が小さい…バカ売れしたZ世代向け｢すごろく｣の驚きの仕掛け
- FUTURE IS NOW「「時間」の価値観を探る、12の質問。Z世代の企画屋・今瀧健登さん。」掲載[73]
- 日経クロストレンド「Z世代マーケター今瀧氏「SNSトレンドはインプットには使わない」」[74]
- 宣伝会議アドタイ「Z世代は「旅行先」をどう選ぶ？検索の方法・重視する情報は」掲載[75]
- AMP News「【プラントベースのクッキー】目に見える範囲から始めよう｜今瀧健登のサステナブック」掲載[76]
- JobPicks「「エモ採用」でギャップをなくし失業率減　ターゲット人材確保へ」掲載[77]

2024年
- STORY AGE「差別化が難しい商品は「共感」で売る。消費者に「自分事化」してもらうために必要な、企業のメッセージ。（前編）」掲載[78]
- STORY AGE「差別化が難しい商品は「共感」で売る。消費者に「自分事化」してもらうために必要な、企業のメッセージ。（後編）」掲載[79]
- ぐるなび「2024年 若い世代の外食トレンドキーワードを、Z世代の企画屋・今瀧健登氏が解読」掲載[80]
- 朝日新聞Thinkキャンパス「面接官ガチャ」を防ぐには？　「キャンプ」に「サウナ」…企業で広がるユニークな選考方法」[81]
- NewsPicks「【完全保存版】100人に聞く「人生観が変わった場所」リスト」[82]
- 「PERSOL パ・リーグ野球の始球式」審査員に就任[83]
- ミモザマガジン『Ｚ世代を代表する起業家・今瀧健登が考える「自分を取り巻く幸せの総量を増やすには？』出演
- リクルートコーポレートブログ『パラレルな生き方が人を、組織を強くする。「僕と私と」CEO今瀧健登に学ぶ、Z世代の価値観』出演[84]
- 日経BP Biz Timeline「X perspectives」出演[85]

2025年
- 日経クロストレンド『20代が開発！自分らしさを表現した自転車、COOSA』[86]
- MarkeZine『もはや「トレンド」の概念すらなくなる？Z世代の企画屋今瀧健登氏による2025年の変化予測』[87]
- GrowthHub『「教わる場がない」経営者が見つけた、成長し続けるためのヒント ——僕と私と 今瀧さんが語る、GrowthHubで得た学びと実践』[88]
- Agenda 「鹿毛康司、モダンエルダーを目指す」対談出演
  - 「鹿毛康司氏がリスペクトするZ世代・今瀧健登氏の成功の秘訣― ジョブ型雇用の実践にみる「やるかやらないか」で生まれる差」
  - 「心を動かす「エモマーケティング」の本質とは？ Z世代ビジネスパーソン・今瀧健登氏が語るマーケターに必要な「プレゼント思考」

## ラジオ出演
2021年
- ラジオNIKKEI 「小塚アナの褒めタイム！」出演[89]

2022年
- 「J-WAVE TOKYO MORNING RADIO」出演[90]

2024年
- TOKYOFM/JFN『ONE MORNING』のコーナー「三協フロンテア presents The Starters[90]」出演
- 「宇垣美里のスタートアップニッポン powered by オールナイトニッポン」出演[91]
- J-WAVE 81.3FM「INNOVATION WORLD」出演[92]

## 新聞・書籍への掲載
2021年
- 産経新聞「「男性のハンドケア」"Z世代"発信のネイルサロンも」掲載[93]
- 日経MJ新聞「メンズネイル『清潔感からこだわり表現へ』[94]」掲載

2022年
- 朝日新聞「「素」をさらけ出せ！　サウナ就活、面接やイベントで想定以上の反響」掲載[95]
- コールセンタージャパン 2023年5月号 特集掲載。

2023年
- 宣伝会議「Z世代のリアル～私たちが共感する企業 届くマーケティング～」特集掲載。
- Fole　8-10月連載
- anan　10月号掲載
- 広報会議　11月号掲載
- 販促会議　11月号掲載
- 月刊コールセンタージャパン　5月号掲載
- 宣伝会議「Z世代のリアル～私たちが共感する企業 届くマーケティング～」掲載

2024年
- デザインノート（NOSIGNER）「特集：未来をつくるデザイン図鑑 太刀川英輔」 特集掲載。
- 株式会社プラネット「Planet VANVAN 2024 Summer Vol.143」掲載[96]
- リクルート「カレッジマネジメント」特集掲載[97]
- 四国新聞 4月23日掲載[98]
- AERA2024年10月28日号 特集「お金持ちの正体」出演[99]
- 小々馬 敦氏の著作『新消費をつくるα世代 答えありきで考える「メタ認知力」』書評執筆[100]
- 雑誌「Oggi」2025年2月号 コメント掲載[101]

2025年
- 「にんぎょう日本」最新号（2025年1-2月号（No.593））新春 特集[102]
- Forbes JAPAN 2025年5月号「新・ヒットの研究」掲載
- 「にんぎょう日本（2025年3-4号（No.594）特集掲載[103]
- PiDEA X 特別企画「Z世代を誘引する「タイパ」と「エモ消費」出演

## 著書
2023年6月2日、書籍『エモ消費 世代を超えたヒットの新ルール』を刊行。